# Cithaeron contentum
Espèce
Cithaeron contentum est une espèce d'araignées aranéomorphes de la famille des Cithaeronidae.

## Distribution
Cette espèce est endémique du Mpumalanga en Afrique du Sud,. Elle se rencontre dans le Blyde River Canyon.

## Description
Le mâle holotype mesure 6,67 mm.

## Systématique et taxinomie
Cette espèce a été décrite par Jocqué & Russell-Smith (d) en 2025.
La description de 2011 est un nomen nudum

## Publication originale
- Jocqué & Russell-Smith, 2025 : « A brief description and type depository for a new Cithaeron from South Africa (Araneae: Cithaeronidae). » Arachnology, vol. 20, no 2, p. 316.